# Alexander Robinson
Alexander Robinson Delgado (Moravia, San José, Costa Rica, 21 de noviembre de 1988) es un futbolista costarricense que juega como defensa en el Club Antigua G.F.C , de la Liga Nacional de Guatemala.
Iniciado en el Deportivo Saprissa, debutó con el primer equipo en julio de 2008. Ganó 8 títulos nacionales con los morados y una copa. En 2014 fue transferido al Juventude de Brasil, para meses después marcharse al conjunto saprissista, donde alcanzó otro campeonato. Salió nuevamente de su país en 2015 para enrumbarse al Antigua de Guatemala. Se convirtió rápidamente en capitán y llevó al club en la consecución del primer cetro de liga para su club, teniendo una muy buena actuación, tanto que por tener su doble nacionalidad hasta fue pretendido por la Selección de Guatemala en ese año. Para todo el año 2016 y mediados de 2017, el jugador estuvo suspendido por un supuesto dopaje, el cual logró apelar y ganar. Regresó a Costa Rica y jugó para el Municipal Grecia por un periodo de 4 meses. Para el campeonato siguiente a partir de enero del 2018, volvió a la institución de Saprissa como parte de su tercer periodo siendo tibaseño, el defensor volvió a quedar campeón con el Deportivo Saprissa y posteriormente para el 2021, el club Comunicaciones de Guatemala llega a un acuerdo para que se dé su incorporación con el club Guatemalteco, donde obtuvo dos subcampeonatos de liga y un cetro de Campeón internacional en el torneo de Liga Centroamericana de Concacaf, donde destacó en el 11 ideal del campeonato centroamericano. Para el próximo campeonato luego de su salida del Comunicaciones FC, Alexander fue pretendido nuevamente por el club Antigua GFC, donde acumula dos subcampeonatos y actualmente es donde se encuentra activo .

## Trayectoria
Robinson se formó en las categorías inferiores del Deportivo Saprissa desde 1995 aproximadamente a los seis años y fue creciendo en la demarcación como defensa. Debutó con el primer equipo el 27 de julio de 2008, como titular los 90 minutos frente al Puntarenas en el Estadio Ricardo Saprissa. Su club triunfó por 3-0 en aquella oportunidad. Tuvo doce presencias en la competencia de inicio de carrera, y dieciséis en el Verano 2009. En su primer periodo total vistiendo la camiseta morada, se hizo con los títulos del Invierno 2008, Verano 2010 y el Torneo de Copa 2013. Marcó un total de doce goles incluyendo tres dobletes ante rivales como Puntarenas (victoria 4-1 el 15 de noviembre de 2009), Universidad de Costa Rica (triunfo por 4-1 dado el 9 de agosto de 2010) y Alajuelense (ganancia de 2-3 el 4 de noviembre de 2012), siendo este último uno de los más significativos para el jugador.
El 21 de diciembre de 2013, se confirmó su salida tras concretar la firma con el club Juventude de Brasil. Fue legionario durante ocho meses y regresó, el 19 de agosto de 2014, a Costa Rica para jugar de nuevo con el Saprissa. Solamente disputó un certamen local con los morados, pero le alcanzó para celebrar el título «31» del Invierno. El 12 de enero de 2015 quedó fuera de la institución debido a la no renovación contractual. El 18 de febrero, surgió un posible interés por parte del D.C. United de la Major League Soccer en adquirir los servicios del defensor, sin embargo no pasó a más.
Tras quedar varios meses como agente libre, el 26 de mayo de 2015 se oficializó su llegada al Antigua de Guatemala. Su buen desempeño le permitió ganarse un cupo en la alineación estelar y poco después conquistar el Torneo de Apertura, además ser designado como el capitán. Su carrera se vería opacada al quedar inhabilitado de la práctica del fútbol, luego del resultado adverso en la prueba de dopaje que se le realizó posterior a la final —encontrado esteroide anabólico Sarm S-22—. Su suspensión temporal inició a partir del 27 de enero de 2016 mientras conocía su castigo definitivo. El 9 de junio se le notificó una sanción por cuatro años desde el día que la sustancia ilícita fue detectada —hasta el 27 de enero de 2020—. Presentó su apelación el 25 de junio y tras dieciocho meses de estar «retirado» de manera obligatoria, el 26 de julio de 2017 ganó la resolución dada por el Tribunal de Arbitraje del Deporte (TAS), lo que le autorizó volver a jugar.
El 9 de agosto de 2017, Alexander retornó al balompié costarricense y firmó para el Municipal Grecia de la Primera División. Hizo su debut en el Torneo de Apertura el 3 de septiembre, en la séptima fecha contra el Deportivo Saprissa, tras ingresar de cambio al minuto 50' por Luis Daniel Vallejos. El resultado terminó en derrota por 6-1. Tuvo catorce apariciones a lo largo del certamen y el 12 de diciembre decidió concluir su ligamen con los griegos —pese a tener seis meses más de contrato—.
Robinson fue presentado como nuevo refuerzo —por un año— del Deportivo Saprissa el 21 de diciembre de 2017, en conferencia de prensa junto al volante Johan Venegas. Con miras al Torneo de Clausura 2018, su equipo cambió de entrenador y nombró a Vladimir Quesada para hacerse cargo del grupo. Alexander fue suplente en la primera fecha del 7 de enero ante Liberia en el Estadio Edgardo Baltodano. Los morados triunfaron por 0-3 en esa ocasión. Debutó en el duelo por la tercera jornada contra Cartaginés el 14 de enero, completando la totalidad de los minutos con la dorsal «32». El 20 de mayo se proclama campeón del torneo con su club tras vencer al Herediano en la tanda de penales.
El 26 de noviembre de 2019 se proclama campeón de Liga Concacaf, tras vencer en la final al Motagua de Honduras. El 29 de junio de 2020, Robinson alcanzó el título nacional con Saprissa, en la victoria por la serie final del Torneo de Clausura sobre Alajuelense.
El 28 de enero de 2021, Robinson es anunciado como nuevo jugador del Comunicaciones de Guatemala.

## Clubes
| Club                 | País       | Año             | Partidos | Goles |
| -------------------- | ---------- | --------------- | -------- | ----- |
| Deportivo Saprissa   | Costa Rica | 2008 - 2013     | 152      | 13    |
| E.C. Juventude       | Brasil     | 2014            | 8        | 0     |
| Deportivo Saprissa   | Costa Rica | 2014            | 18       | 1     |
| Antigua G.F.C.       | Guatemala  | 2015 - 2016     | 23       | 1     |
| Municipal Grecia     | Costa Rica | 2017            | 14       | 0     |
| Deportivo Saprissa   | Costa Rica | 2018 - 2020     | 73       | 3     |
| Comunicaciones F. C. | Guatemala  | 2021 - 2022     | 33       | 0     |
| Antigua G.F.C.       | Guatemala  | 2022 - presente | 110      | 2     |

## Palmarés

### Títulos nacionales
| Título                               | Club                          | País       | Año                               |
| ------------------------------------ | ----------------------------- | ---------- | --------------------------------- |
| Primera División de Costa Rica       | Deportivo Saprissa            | Costa Rica | Campeonato de Invierno 2008       |
| Primera División de Costa Rica       | Deportivo Saprissa            | Costa Rica | Campeonato de Verano 2010         |
| Torneo Copa de Costa Rica            | Deportivo Saprissa            | Costa Rica | Copa Banco Nacional 2013          |
| Primera División de Costa Rica       | Deportivo Saprissa            | Costa Rica | Campeonato de Invierno 2014       |
| Liga Nacional de Guatemala           | Antigua G.F.C.                | Guatemala  | Torneo Apertura 2015              |
| Primera División de Costa Rica       | Deportivo Saprissa            | Costa Rica | Torneo Clausura 2018 (Costa Rica) |
| Primera División de Costa Rica       | Deportivo Saprissa            | Costa Rica | Campeonato Clausura 2020          |
| Liga Nacional de Fútbol de Guatemala | Antigua Guatemala Fútbol Club | Guatemala  | Torneo Clausura 2025 (Guatemala)  |

### Títulos internacionales
| Título        | Club               | Sede      | Año  |
| ------------- | ------------------ | --------- | ---- |
| Liga Concacaf | Deportivo Saprissa | Honduras  | 2019 |
| Liga Concacaf | Comunicaciones F.C | Guatemala | 2021 |